# Bergrivier (gemeente)
Bergrivier (officieel Bergrivier Plaaslike Munisipaliteit) is een gemeente in het Zuid-Afrikaanse district Weskus.
Bergrivier ligt in de provincie West-Kaap en telt 61.897 inwoners.

## Hoofdplaatsen
Bergrivier is op zijn beurt nog eens verdeeld in acht hoofdplaatsen (Afrikaans: nedersettings) en de hoofdstad van de gemeente is de hoofdplaats Piketberg.
- Piketberg
- Velddrif
- Porterville
- Goedverwacht
- Aurora
- Eendekuil
- Redelinghuys
- Dwarskersbos